# Pont-Authou
Pont-Authou és un municipi francès situat al departament de l'Eure i a la regió de Normandia. L'any 2007 tenia 707 habitants.

## Demografia

### Població
El 2007 la població de fet de Pont-Authou era de 707 persones. Hi havia 282 famílies de les quals 88 eren unipersonals (32 homes vivint sols i 56 dones vivint soles), 87 parelles sense fills, 75 parelles amb fills i 32 famílies monoparentals amb fills.
La població ha evolucionat segons el següent gràfic:
Habitants censats

### Habitatges
El 2007 hi havia 327 habitatges, 281 eren l'habitatge principal de la família, 32 eren segones residències i 14 estaven desocupats. 231 eren cases i 50 eren apartaments. Dels 281 habitatges principals, 126 estaven ocupats pels seus propietaris, 150 estaven llogats i ocupats pels llogaters i 5 estaven cedits a títol gratuït; 23 tenien una cambra, 12 en tenien dues, 52 en tenien tres, 88 en tenien quatre i 106 en tenien cinc o més. 172 habitatges disposaven pel capbaix d'una plaça de pàrquing. A 136 habitatges hi havia un automòbil i a 96 n'hi havia dos o més.

### Piràmide de població
La piràmide de població per edats i sexe el 2009 era:
| Homes | Edats   | Dones |
| ----- | ------- | ----- |
| 4     | 95 o +  | 12    |
| 12    | 90 a 94 | 8     |
| 0     | 85 a 89 | 40    |
| 4     | 80 a 84 | 8     |
| 4     | 75 a 79 | 8     |
| 20    | 70 a 74 | 4     |
| 12    | 65 a 69 | 28    |
| 12    | 60 a 64 | 20    |
| 28    | 55 a 59 | 16    |
| 16    | 50 a 54 | 8     |
| 16    | 45 a 49 | 24    |
| 16    | 40 a 44 | 20    |
| 16    | 35 a 39 | 12    |
| 20    | 30 a 34 | 8     |
| 36    | 25 a 29 | 36    |
| 24    | 20 a 24 | 24    |
| 20    | 15 a 19 | 12    |
| 12    | 10 a 14 | 20    |
| 16    | 5 a 9   | 4     |
| 12    | 0 a 4   | 36    |

## Economia
El 2007 la població en edat de treballar era de 404 persones, 289 eren actives i 115 eren inactives. De les 289 persones actives 249 estaven ocupades (141 homes i 108 dones) i 40 estaven aturades (15 homes i 25 dones). De les 115 persones inactives 50 estaven jubilades, 29 estaven estudiant i 36 estaven classificades com a «altres inactius».

### Ingressos
El 2009 a Pont-Authou hi havia 278 unitats fiscals que integraven 639,5 persones, la mediana anual d'ingressos fiscals per persona era de 14.720 €.

### Activitats econòmiques
Dels 35 establiments que hi havia el 2007, 2 eren d'empreses alimentàries, 2 d'empreses de fabricació de material elèctric, 3 d'empreses de fabricació d'altres productes industrials, 4 d'empreses de construcció, 6 d'empreses de comerç i reparació d'automòbils, 5 d'empreses d'hostatgeria i restauració, 4 d'empreses financeres, 3 d'empreses de serveis, 5 d'entitats de l'administració pública i 1 d'una empresa classificada com a «altres activitats de serveis».
Dels 6 establiments de servei als particulars que hi havia el 2009, 1 era un paleta, 1 fusteria, 2 lampisteries, 1 perruqueria i 1 restaurant.
Dels 3 establiments comercials que hi havia el 2009, 2 eren fleques i 1 una fleca.
L'any 2000 a Pont-Authou hi havia 4 explotacions agrícoles.

## Equipaments sanitaris i escolars
L'únic equipament sanitari que hi havia el 2009 era una farmàcia.
El 2009 hi havia una escola elemental.

## Poblacions més properes
El següent diagrama mostra les poblacions més properes.